# Pardosa invenusta
Pardosa invenusta là một loài nhện trong họ Lycosidae.
Loài này thuộc chi Pardosa. Pardosa invenusta được Carl Ludwig Koch miêu tả năm 1837.